# Гурбан-Ваянский, Светозар
Светозар Ваянский (настоящее фамилия Светозар Гурбан) (словац. Svetozár Hurban-Vajanský; 16 января 1847, дер. Глбоке у Сеницы) — 17 августа 1916, Мартин) — словацкий поэт, прозаик, литературный критик, публицист, общественный деятель, одна из центральных фигур литературной жизни Словакии конца XIX — начала XX в.

## Биография
Родился в семье выдающегося деятеля словацкого национального возрождения, политика и писателя Йозефа Милослава Гурбана.
Первоначальное образование получил в родном г. Глбокем, затем продолжил учёбу в Модра, Цешинe и Штендале в Германии. Гимназию закончил в городе Банска-Бистрица. После чего поступил в братиславскую академию, где изучал право, стажировку проходил в Будапеште.
После чего занимался адвокатской практикой в Трнаве, Будапеште, Братиславe и Вене, пока не открыл собственную юридическую контору в Скалице.
С 1878 года начал работать в качестве редактора газеты «Národnie noviny», издававшейся в Мартине, позже (с 1906)
— был главным редактором этой газеты. За свою журналистскую и общественную деятельность несколько раз он был заключен в тюрьму, неоднократно совершал поездки в Россию, Прагу, Будапешт, Вену, Мюнхен.
В начале 80-х годов XIX в. Светозар Гурбан-Ваянский выступил как талантливый поэт, прозаик, журналист и проявил себя непримиримым борцом против подавления словацкого народа австро-венгерской правящий верхушкой. Гурбан-Ваянский, как и Людовит Штур, стоял во главе целой школы писателей и национально-культурных деятелей.
Как истинный панславист он ждал «спасения» для словацкого народа только от российского народа. За своё панславистское мечтательство подвергался критике со стороны группы буржуазных демократов, сплотившихся вокруг журнала «Hlas».
Сотрудничал с газетой «Orol», a в 1881 году возобновил издание газеты «Slovenské pohlady», вокруг которой возник один из главных очагов словацкой национально-литературной и культурной жизни. С 1894 до своей смерти Гурбан-Ваянский был также секретарем словацкого женского общества «Živena».
Состоял членом студенческого объединения «Naprej» и активным деятелем Словацкой национальной партии.

## Творчество
Литературную деятельность начал в 1879 году. Первоначально, главным образом, писал стихи, после чего занялся прозой и переводами.
Первый сборник стихов автора «Татры и море» («Tatry a more») был посвящён восстанию южных славян против турок и русско-турецкой войне 1877—1878 годов и принес автору большой успех.
Автор повестей, романов и новелл: «Летящие тени» («Letiace tiene»)(1883), «Сухая ветвь» (1884), «Корень и побеги» (1896), «Котлин» (1901), «Лилия», «Кандидат», «Бабье лето» в которых нарисована жизнь верхушки словацкого общества. Кроме того, им написана критическая статья «Лев Толстой, как художник и мудрец», сонета «Перед памятником Пушкина».
Самыми заметными произведениями Гурбана-Ваянского считаются «Obrazky z ludu» (1880) и романы "«Летящие тени» и «Sucha vatolest» (1884).
Ваянский воспитался на лучших образцах классической литературы, прекрасно знал английскую, немецкую, чешскую и русскую литературу (любил произведения Гоголя и Тургенева). Писал не только на словацком, но и немецком языках.
Большой вклад сделал Ваянский и для обогащения родной речи, которая достигает у него иногда замечательной силы и яркой образности. Известен автор и своими эпическими и лирическими стихотворениями, напечатанными в сборниках — «Tatry a more» (1879), «Z pod jarma» (1887) или отдельно, как например, народная поэма «Vilin» (1886), метко и ярко рисующая современную жизнь словаков.
В своих работах остро реагировал на современные проблемы общества, посвятил себя изучению вопросов отношений личности и нации, борьбе за сохранение национального самосознания.
Познакомился в оригиналах с произведениями чешских, южнославянских, польских, венгерских и немецких авторов.
Выступал как критик-обозреватель большого количества произведений его современников, таких как, Павол Гвездослав, Мартин Кукучин, Терезия Вансова и др. Как литературный критик выступал за реализм.
В своих публицистических трудах отстаивал общеславянское значение русского языка.
Умер и был похоронен на Народном кладбище в городе Мартине.